# 일본 수화
일본 수화(일본어: 日本手話 니혼슈와[*], 영어: Japanese Sign Language, JSL)는 일본 수화 어족에 속하는 수화의 한 종류이다. 주로 일본의 청각 장애인에 의해 사용된다. 사용 인구는 정확한 통계가 없어 확인이 어려우나 2006년 조사 당시 수화 및 수화 통역을 사용하는 사람의 수는 6만 4천 명 정도로 추정된다.
일본 수화는 일본 수화 어족에 속해 있으며 한국 수화, 타이완 수화 또한 일본 수화 어족으로 분류되기도 하며 약 60%가 비슷하다고 알려져 있다. 이는 20세기의 일본에 의한 통치(일제강점기 조선, 일제강점기 대만)의 영향 때문이라고 추정된다. 하지만 일부 학자들은 한국 수어와 일본 수어 사이의 차이는 단순히 수어간의 계통성이 아닌 문화적 요인에서 왔을 가능성을 제기하기도 한다.

## 역사
수어는 기본적으로 문자 형태로 기록이 어려운 언어이기에 일본 수어에 대한 오래된 사료는 찾기 힘들다. 일본에서 근대적 수어 교육은 1878년에 농학교인 교토맹아원(京都盲唖院)이 설립되면서 시작되었다. 교육 수단으로 수어를 채택함으로써 일본 수어가 언어적 기능으로서의 발달 기회를 가지게 되었다. 하지만 1925년을 전후로 해서 수화법 대신 구화법 교육 방법을 지향하게 되면서 수어 발달에 걸림돌이 되기도 했다. 이러한 상황에 대처하기 위해 전국적 농인 단체인 일본농아연맹(日本ろうあ連盟)을 1925년에 발족하게된다. 현재 유일한 농인 협회인 전일본농아연맹(全日本ろうあ連盟)의 전신이 되는 단체다. 하지만 1942년, 일본 제국의 제2차 세계 대전 수행과 이에 따른 국가총동원법 시행 등이 겹치며 해산되었다가 일본이 제2차 세계 대전에서 항복한 뒤인 1947년에 재건되었다.

## 같이 보기
- 일본 수화 어족